# Кофанов Олександр Єгорович
Олександр Єгорович Кофанов (нар. 8 травня 1953, місто Сімферополь, тепер Автономної Республіки Крим) — український радянський діяч, тракторист колгоспу «Пам'ять Ілліча» Нижньогірського району Кримської області. Депутат Верховної Ради УРСР 11-го скликання.

## Біографія
Освіта середня. 
З 1970 року — слюсар-ремонтник в місті Севастополі. Служив у Радянській армії.
З 1973 року — тракторист колгоспу «Пам'ять Ілліча» Нижньогірського району Кримської області.
Потім — на пенсії в селі Омелянівка Нижньогірського району Автономної Республіки Крим.

## Нагороди
- ордени
- медалі